# Trentepohlia (Trentepohlia) zambesiae
Trentepohlia (Trentepohlia) zambesiae is een tweevleugelige uit de familie steltmuggen (Limoniidae). De soort komt voor in het Palearctisch en Afrotropisch gebied.